# Via Monte Napoleone
Via Monte Napoleone è una strada del centro di Milano, considerata una delle zone più lussuose della città e uno dei maggiori centri degli acquisti del prêt-à-porter. Via Monte Napoleone nel 2019 risultava essere la terza via più cara d'Europa e la quinta nel mondo, mentre nel 2024 risulta essere la più cara del mondo.

## Storia
Via Monte Napoleone nacque seguendo l'antico tracciato delle mura romane di Milano, che a loro volta seguivano il corso del Seveso, che tuttora scorre come Grande Sevese tombinato sotto il manto stradale sul lato dispari della via.
Fino al XVIII secolo la via viene indicata nella mappe della città come contrada di Sant'Andrea o contrada delle sbarre di Sant'Andrea. Con l'ingresso degli austriaci nella città, la nuova amministrazione pose il nuovo monte di pietà cittadino nella via, che cambiò nome in contrada del Monte di Santa Teresa. Con l'arrivo della dominazione francese e la nascita dell'omonima istituzione finanziaria, la via mutò ancora una volta nome in contrada del Monte Napoleone, nome che venne accorciato in contrada del Monte con la caduta del Regno d'Italia. Con l'unità d'Italia e la conseguente riforma della toponomastica milanese, finalizzata ad eliminare dai nomi dei luoghi pubblici i retaggi della dominazione austriaca appena terminata, la via venne ribattezzata con il nome attuale. 

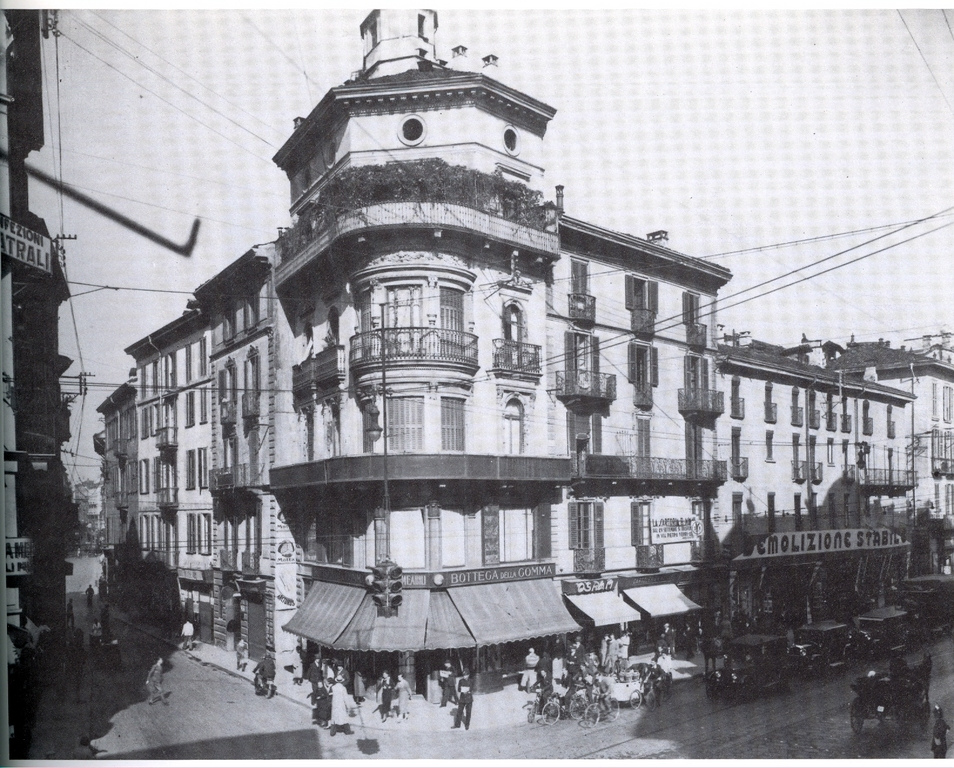
Il vecchio ed elegante edificio ad angolo con piazza San Babila, successivamente demolito.

La via nel corso della sua storia ha ospitato diversi illustri personaggi, sia milanesi che non: a Palazzo Taverna, presso il civico 2, visse e morì il poeta dialettale Carlo Porta, mentre sul fronte opposto, il civico 1 fu l'abitazione del poeta e scrittore Tommaso Grossi, amico di Porta. Sempre in questa via Giuseppe Verdi avrebbe composto nel 1840 il suo Nabucco. Storicamente in passato la strada aveva il soprannome di el Quartier de Riverissi, in riferimento all'usanza dei signori milanesi di togliersi il cappello in segno di riverenza per salutare una signora che qui aveva la propria dimora.
La via fu teatro durante le Cinque Giornate di Milano dell'insurrezione dei patrioti italiani contro gli austriaci: qui aveva infatti sede il coordinamento delle forze cittadine in rivolta e da qui partivano gli ordini verso tutta la città. Già dalla fine dell'Ottocento la via si caratterizza sempre più per essere una via del lusso: sempre più famiglie ricche e importanti vi si trasferiscono, e al tempo stesso aprono una dopo l'altra diversi antiquari e gioiellieri di fama internazionale. Fra questi vale la pena ricordare Annibale Cusi, con la sua gioielleria divenuta la fornitrice ufficiale di Casa Savoia, le gioiellerie Buccellati, Faraone e Pederzani e la coltelleria Lorenzi, aperta nel 1929.
A partire dagli anni cinquanta via Monte Napoleone si impone come una delle vie più importanti del commercio mondiale, ruolo che mantiene tuttora; continuano la sostituzione delle attività di produzione e l'espulsione definitiva della componente più popolare della via, della quale comunque, al giorno d'oggi, resistono la drogheria Parini, il fruttivendolo Moretti e il Salumaio di Monte Napoleone, divenuti in qualche modo dei punti saldi della tradizione e dell'identità stessa della strada.

## Caratteristiche
Via Monte Napoleone è oggi caratterizzata da un grande numero di negozi e saloni gestiti dalle più importanti e lussuose case di moda, come Gucci, Dior, Louis Vuitton, Fendi, Bottega Veneta, Armani, Dolce & Gabbana, Prada, Herno, Versace, Alberta Ferretti ecc. Costituisce il cosiddetto Quadrilatero della moda insieme a via della Spiga, via Manzoni e corso Venezia.
Viene spesso associata, a pieno titolo, alla borghesia milanese ricca o presunta tale; in questo modo viene rappresentata, per esempio, nel film omonimo di Carlo Vanzina del 1987. È un punto di riferimento dei personal shopper.

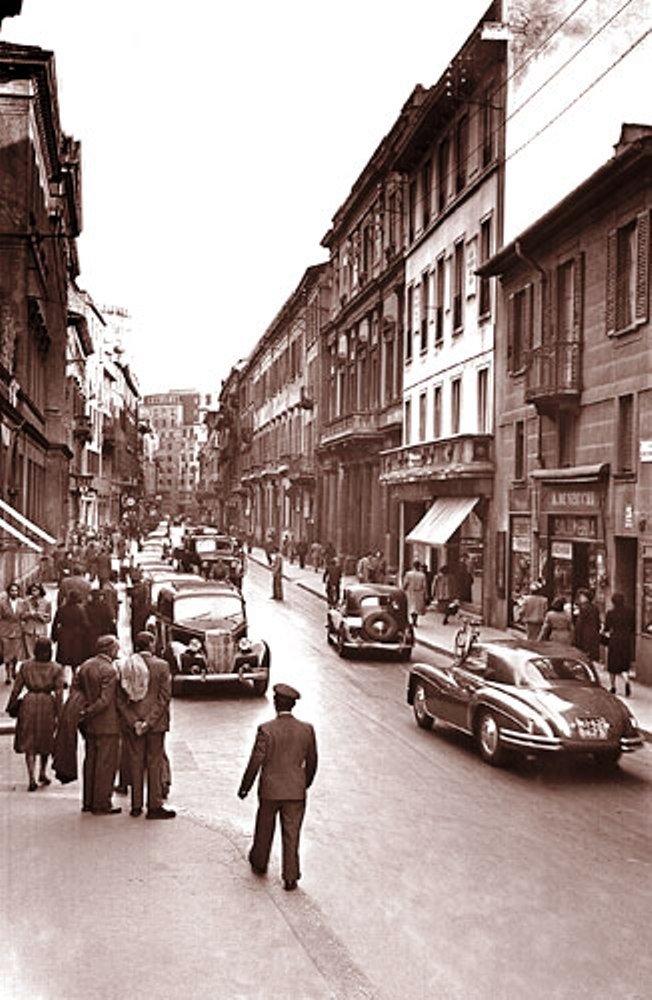
Via Monte Napoleone negli anni cinquanta

Nel 2002 con l'Associazione della via nasce il progetto "Media", con Radio e Portale, allo scopo di rilanciare il made in Italy e tutto ciò che fa tendenza nel mondo attraverso Milano, centro di indiscussa importanza nel mondo della moda. Patrocinato dall'Assessorato Moda, Turismo Grandi Eventi del Comune di Milano, Sistema Moda Italia, Assomoda, è oggi il primo strumento mondiale di rilancio e d'informazione sul made in Italy.
A differenza di via della Spiga, che è in gran parte isola pedonale, via Monte Napoleone è aperta al traffico automobilistico ed è dotata di un marciapiede su ciascun lato della strada per la sua intera lunghezza. La strada è asfaltata e a senso unico di marcia sull'intero tratto, con la direzione consentita che cambia in corrispondenza dell'incrocio con via Verri e via Sant'Andrea; è quindi possibile entrare in via Monte Napoleone soltanto arrivando da via Verri (via Sant'Andrea, invece, è a senso unico nel verso che si allontana da via Monte Napoleone) e da lì procedere verso una delle estremità, cioè verso corso Matteotti (in direzione di piazza San Babila) oppure verso via Manzoni, mentre non si può imboccare via Monte Napoleone dalle estremità.
In direzione nordovest la strada termina con un incrocio dotato di semaforo in via Manzoni. Oltre l'incrocio si trova la via Croce Rossa, una via che ha assunto la fisionomia di una piazzetta, oggi interamente pedonalizzata, di cui una grande parte è occupata da un monumento con fontana, il cui gusto è spesso stato oggetto di critiche. In questa stessa piazzetta si trovano le scale che portano alla stazione della metropolitana della linea M3, denominata Montenapoleone (notare che, curiosamente, a differenza del nome della strada, il nome della stazione della M3 è scritto senza spazi).

## Trasporti
- Montenapoleone
- San Babila